# 1239
Évszázadok: 12. század – 13. század – 14. század
Évtizedek: 1180-as évek – 1190-es évek – 1200-as évek – 1210-es évek – 1220-as évek – 1230-as évek – 1240-es évek – 1250-es évek – 1260-as évek – 1270-es évek – 1280-as évek
Évek: 1234 – 1235 – 1236 – 1237 –  1238 – 1239 – 1240 – 1241 – 1242 – 1243 – 1244

## Események

### Határozott dátumú események
- június 3. – Teljes napfogyatkozás.

### Határozatlan dátumú események
- június IX. Gergely pápa levelet ír Anglia, Franciaország és az Ibériai-félsziget királyainak, amelyben elrendeli a Talmud példányainak elkobzását.[1]
- ősz – IV. Béla király engedélyt ad a tatárok elől menekülő kunoknak az országba való betelepedésre. (A főurak ellenszenvvel fogadják a nomád állattenyésztő kunokat, azonban a kőmonostori gyűlés a kunok letelepítését határozza el.)[2]
- az év folyamán – IV. Béla engedélyt ad Róbert érseknek az Víziváros megalapítására az esztergomi Várhegy alatt.[3]

## Születések
- június 17. – I. Eduárd angol király († 1307)
- október 18. előtt – V. István magyar király († 1272)
- III. Péter aragóniai király († 1285)

## Halálozások
- március 20. – Salzai Hermann, a Német Lovagrend nagymestere (* 1170 k.)
- november 2. – Róbert esztergomi érsek (* ?)